# الکس فریرا
الکس فریرا (انگلیسی: Alex Ferreira؛ زادهٔ ۱۴ اوت ۱۹۹۴) ورزشکار اسکی نمایشی اهل ایالات متحده آمریکا است.
وی در مسابقات کشوری و بین‌المللی در مجموع برندهٔ ۱ مدال طلا، ۳ مدال نقره، ۲ مدال برنز شده‌است.